# Klas Horn (1583–1632)
Klas Horn af Kanckas, född den 15 september 1583  i Narva, död den 22 augusti 1632 i Bad Windsheim i Franken, var en svensk ämbetsman, riksråd, landshövding. Han var son till fältmarskalk Karl Henriksson (Horn) och Agneta von Dellvig, bror till Evert Horn af Kanckas, Gustaf Horn (1592–1657) och Henrik Horn och farbror (genom Gustaf Horn) till Agneta Horn. År 1618 gifte han sig med grevinnan Ebba Leijonhufvud.
Försedd med hertig Karls rekommendationsbrev till åtskilliga furstehus, företog Klas Horn efter slutade studier i fäderneslandet en resa till Tyskland, där han 1600 anställdes som livpage hos kurfursten Kristian II av Sachsen. Sedan han tillbringat tre år där, dels i förenämnda befattning, dels som stallmästare, fortsatte han sina resor och återkom till Sverige 1605. Vid svenska hovet fick han till en början plats som stallmästare hos kronprinsen Gustav II Adolf och utnämndes 1612 till riksstallmästare.
Efter ryska krigets utbrott reste han till Livland och gjorde åren 1614–1615 fälttjänst under sin bror Evert Horn af Kanckas. Klas Horn blev 1616 hovmarskalk och ståthållare över Stockholm samt upphöjdes efter Stolbovafreden 1617 till riksråd. Han utnämndes 1620 till riksmarskalk samt var 1622–1624 ståthållare över Eskilstuna, Ulfvesunds, Västerås och Väsby län samt Skinnskatteberg och Väster-Dalarna.
Han var vidare landshövding i Uppland 1624–1631 samt ståthållare på slottet Tre Kronor i Stockholm och Uppsala slott. 1631 blev han residerande legat i Stralsund och generalguvernör i Vorpommern.
Före sin död låg han sjuk i Stralsund under 1631.
Gravsatt i Sturekoret i Uppsala domkyrka.
- 1600–1602 – Kammarpage hos kurfursten Kristian II av Sachsen
- 1605 – Stallmästare hos prins Gustaf Adolf
- 1612 – Riksstallmästare
- 1617 – Riksråd
- 1620 – Hovrättsråd i Svea hovrätt
- 1624–1630 – Landshövding över Uppland och ståthållare på Stockholms och Uppsala slott.
- 1624–1632 – Lagman i Karelens lagsaga